# Sarah Lindley Crease
Pour les articles homonymes, voir Lindley et Crease.
Sarah Lindley Crease, née le 30 novembre 1826 et morte le 10 décembre 1922, est une artiste canadienne.

## Biographie
Née en Angleterre, fille du botaniste John Lindley, Crease étudie l'art avec Charles Fox (en) et Sarah Anne Drake. Ses premières œuvres sont des illustrations botaniques pour les publications de son père, telles que The Gardener's Chronicle. Elle émigre sur l'île de Vancouver en 1859, où son mari, Henry Pering Pellew Crease, devient un éminent juge de la Cour suprême. En plus de ses sept enfants, Crease enseigne à l'école du dimanche dans l'église anglicane et est bénévole et collectrice de fonds pour de nombreuses institutions culturelles locales. Elle est une peintre amatrice de talent et est connue pour ses nombreuses aquarelles du fort de la Compagnie de la Baie d'Hudson, de la ville de Victoria, et d'autres localités de la Colombie-Britannique. Plus tard, un glaucome limite sa capacité à peindre. Son œuvre comprend un « dossier pictural détaillé de la Colombie-Britannique coloniale ». Son fonds se trouve dans les Archives de la Colombie-Britannique, au Musée royal de la Colombie-Britannique, faisant partie de la série MS-2879 - la collection de la famille Crease.

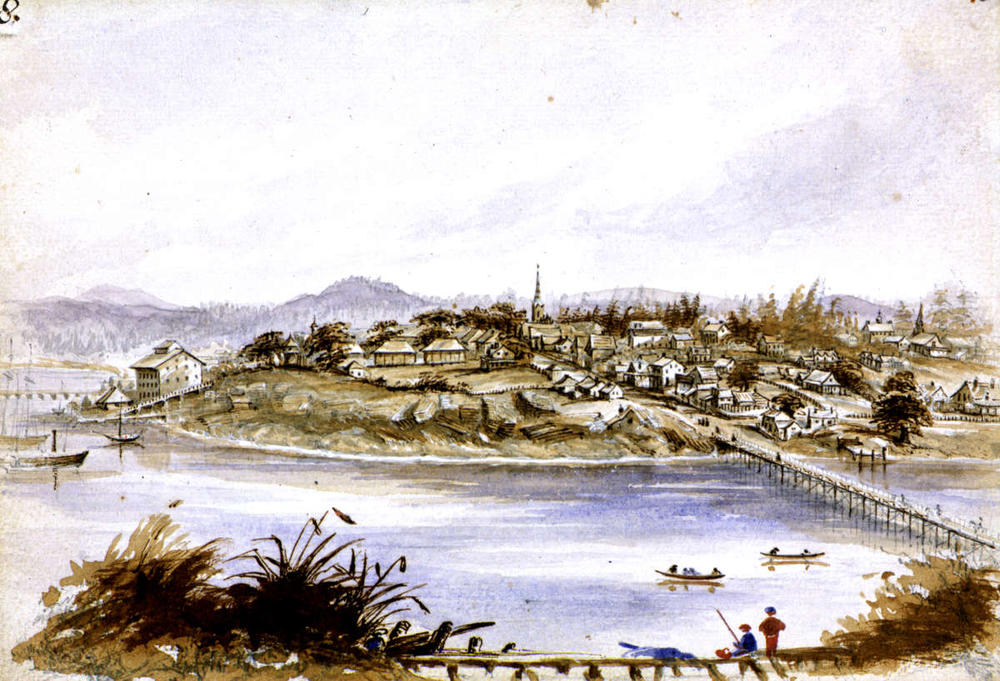
Victoria, aquarelle, 1860.